# Inform
Inform é uma linguagem de programação e um sistema de desenvolvimento de uma ficção interactiva criada em 1993 por Graham Nelson.

## Exemplo
```
[
 Main;
    print "Hello World^";

]
;
```